# GNU social
GNU social (dříve známé jako StatusNet někdy též Laconica) je svobodný mikroblogovací server napsaný v PHP implementující standard OStatus který zajišťuje interoperabilitu mezi jednotlivými instalacemi. GNU Social nabízí stejné funkce jako Twitter, ale zároveň usiluje o otevřenou a distribuovanou komunikaci mezi mikroblogovacími komunitami. Společnosti i jednotlivci mohou instalovat a provozovat vlastní servery a mít kontrolu nad vlastními daty.

## Současné významné nasazení
GNU social bylo nasazeno na stovkách interoperabilních serverů. Významná veřejná nasazení jsou quitter.se, quitter.es, quitter.no, quitter.is a gnusocial.no Archivováno 20. 9. 2017 na Wayback Machine..

## Vlastnosti

### Standardní vlastnosti
- Zveřejňovaní zpráv pomocí XMPP klientů[7]
- Poskytování a ověřování OpenID
- Podpora federace pomocí protokolu OStatus
  - Odběry pomocí PubSubHubbub
  - Odpovědi skrze protokol Salmon
  - Mikroformátování profilů a poznámek pomocí sémantiky HTML[8]
- Kompatibilita s Twitter API
- Kategorizace pomocí hashtagů
- Skupiny přes Bangtagy
- Lokalizace a překlad uživatelského rozhraní (pomocí Gettext)
- Automatické zkracování URL na vlastním hostingu
- Přílohy (soubory, obrázky, video, zvuk)
- Přiložená media formou podcastů
- Vkládání obsahu z jiných stránek, například YouTube, Flickr, atp.

### Volitelné vlastnosti
- Webmention a Pingback komunikace se stránkami IndieWeb[9]
- Geolokace a mapy
- SMS aktualizace a upozornění
- Cross-posting na Twitter
- Živá aktualizace proudu